# 小行星5929
小行星5929（英語：5929 Manzano）是一颗围绕太阳公转的小行星。1974年12月14日，菲利克斯·阿圭勒天文台在圣胡安省发现了此天体。
这颗小行星的绝对星等为278.0060934875068等。